# جوني ميرفي
جوني ميرفي (بالإنجليزية: Johnny Murphy) هو لاعب كرة قاعدة أمريكي، ولد في 14 يوليو 1908 في نيويورك في الولايات المتحدة، وتوفي بنفس المكان في 14 يناير 1970.

## وصلات خارجية
- جوني ميرفي على موقع دوري كرة القاعدة الرئيسي (الإنجليزية)
- جوني ميرفي على موقعبيزبول رفرنس.كوم (الدوري الرئيسي) (الإنجليزية)
- جوني ميرفي على موقعبيزبول رفرنس.كوم (الدوري الثانوي) (الإنجليزية)
- جوني ميرفي على موقع إي إس بي إن.كوم (أم.أل.بي) (الإنجليزية)
- جوني ميرفي على موقع مشجعي الرسوم البيانية (الإنجليزية)